# Elecciones generales de Turquía de 1977
Las elecciones generales se llevaron a cabo en Turquía el 5 de junio de 1977. Las elecciones se llevaron a cabo en medio de la carrera política entre el derechista e conservadora Partido de la Justicia (AP), y el izquierdista y socialdemócrata Partido Republicano del Pueblo (CHP). Con el liderazgo carismático de Bülent Ecevit, el CHP logró vencer a una de las figuras simbólicas de las políticas conservadoras de Turquía, Süleyman Demirel. La participación electoral fue del 72,4%. La victoria del CHP fue el cenit de las victorias electorales de izquierda en Turquía, y debido a la falta de votos de confianza, su gobierno caería en manos del Partido de la Justicia antes de que ocurriera el golpe militar de 1980.

## Resultados
| Partido                             | Votos      | %     | Escaños | +/– |
| ----------------------------------- | ---------- | ----- | ------- | --- |
| Partido Republicano del Pueblo      | 6,136,171  | 41.38 | 213     | +28 |
| Partido de la Justicia              | 5,468,202  | 36.88 | 189     | +40 |
| Partido de Salvación Nacional       | 1,269,918  | 8.57  | 24      | –24 |
| Partido del Movimiento Nacionalista | 951,544    | 6.42  | 16      | +13 |
| Independientes                      | 370,035    | 0.2   | 4       | –2  |
| Partido Republicano Independiente   | 277,713    | 1.87  | 3       | –10 |
| Partido Demócrata                   | 274,484    | 1.85  | 1       | –44 |
| Partido Unidad                      | 58,540     | 0.39  | 0       | –1  |
| Partido de los Trabajadores Turcos  | 20,565     | 0.14  | 0       | 0   |
| Votos en blanco/inválidos           | 531,038    | –     | –       | –   |
| Total                               | 15,358,210 | 100   | 450     | 0   |
| Fuente: Nohlen et al.               |            |       |         |     |